# Vicia bijuga
Vicia bijuga är en ärtväxtart som beskrevs av William Jackson Hooker och George Arnott Walker Arnott. Vicia bijuga ingår i släktet vickrar, och familjen ärtväxter. Inga underarter finns listade i Catalogue of Life.